# Louis Fage
Louis Fage, (abreviado Fage) (30 de septiembre de 1883-1964, Dijon) fue un naturalista francés.
Comenzó a estudiar biología en la Sorbona y el laboratorio de Saint-Vaast la Hougue , donde conoció a Remy Perrier (° 1861 - † 1936 ) y Gastón Bonnier (° 1851 - † 1922 ).
Después de obtener su doctorado en 1906, trabajó en el Laboratorio de Biología Marina en Banyuls-sur-Mer. En 1920, ingresó en el Museo Nacional de Historia Natural de Francia donde sucedió, en 1938, a Charles Joseph Gravier (° 1865 - † 1937 ).

## Actividades espeleológicas
Por su dominio subterráneo en la zona, se especializó en los crustáceos ( anfípodos , decápodos ) y arañas.
Colabora en los principios biospeológicos de Emil Racovita y René Jeannel y participó en sus exploraciones en el Pirineo y los Causses.
Creó originalmente el CNRS Laboratorio Subterráneo de Moulis, fue el primer presidente del Comité Ejecutivo. También presidió la Comisión de espeleología del CNRS .

## Obras
Ha publicado unos cuarenta trabajos biospeologicos, concentrándose en los crustáceos acuáticos y arañas.

## Algunas taxas descritas
- Ochyroceratidae Fage, 1912 - Araneae
- Telemidae Fage, 1913 -
- Asthenargus Simon & Fage, 1922 - Linyphiidae
- Callitrichia Fage, 1936 - Linyphiidae
- Strongyliceps Fage, 1936 - Linyphiidae

## Taxas denominadas en su honor
- Fageiella Kratochvíl, 1934 - Araneae Linyphiidae
- Minotauria fagei Kratochvíl, 1970 - Araneae Dysderidae
- Pharacocerus fagei Berland & Millot, 1941 - Araneae Salticidae

## Alguns publicaciones
- L. Fage, 1924. Sur un type nouveau de Mysidacé des eaux souterraines de l'Ile de Zanzibar. C. R. Acad. Sci. París, pp. 2127-2129
- L. Fage. 1925. Lepidophthalmus servatus Fage. Type nouveau de Mysidacé des eaux souterraines de Zanzibar. - Biospeologica, Arch. Zool. Exp. Gén. Paris 63: 525-532
- L. Fage, R. Legendre. 1927. Pêches planctoniques à la lumière, effectuées à Banyuls-sur-Mer et à Concarneau. I. Annélides polychètes. In: Archives de Zoologie Expérimentale et Génerale. vol.67: 23–222
- L. Fage. 1929. Sur quelques araignées des grottes de l'Amerique du Nord et de Cuba. Boll. Lab. zool. Gen. Agrar. Portici vol.22: 181-187
- L. Fage. 1933. Pêches plantoniques à la lumiére effectuées à Banyuls-sur-Mer et à Concarneau. III. Crustacés. In: Archives de zoologie expérimentale et générale. vol.76: 105-248
- L. Fage. 1938. Sur quelques araignées du Haut-Atlas marocain a propos d'une espece nouvelle: Agelena atlantea, sp. nov. Bull. Soc. Sci. nat. Maroc, vol.18, p .120-122
- L. Fage. 1951. Cumacés. Expédition océanographique belge dans les eaux côtières africaines de l'Atlantique Sud (1948-1949): résultats scientifiques. Institut royal des Sci. naturelles de Belgique, Bruxelles, vol.3: 1-10
- L. Fage. Aperçu sur les recherches d'océanographie biologiques récemment poursuivies en France. Journées des 24 et 25 février 1953. Centre belge d'océanographie et de recherches sous-marines. Publ. de FNRS, Bruselas, 1958, pp. 49-65

## Abreviatura (zoología)
La abreviatura Fage  se emplea para indicar a Louis Fage como autoridad en la descripción y taxonomía en zoología.